# Instituto de Assistência dos Servidores do Estado do Rio de Janeiro

## Histórico
A assistência da Prefeitura, em 1932, na época em que o Rio de Janeiro era Distrito Federal, transformou-se em Sociedade Beneficente do Servidor Municipal, num modelo similar ao de uma policlínica. 
O Decreto do Prefeito Henrique Dodworth encampou a Sociedade, transformando-a no Departamento de Assistência ao Servidor da Prefeitura, englobando a Médico-Cirúrgica e dando-lhe o nome de Hospital do Servidor e o Cento de Perícias Médicas.
O nome IASEG surgiu em 1960, com a criação do Estado da Guanabara (Instituto de Assistência aos Servidores do Estado da Guanabara). O Decreto Lei nº 99, de 13 de maio de 1975, criou o IASERJ (fusão dos Estados do Rio de Janeiro e da Guanabara), transformando-o em uma Autarquia, vinculada à Secretaria de Administração, com sede na cidade do Rio de Janeiro.
O Decreto nº 11.277, de 06 de maio de 1988, vinculou o IASERJ à Secretaria do Estado de Saúde, mas em 15 de janeiro de 1977, pelo Decreto nº 22922, o Instituto passou a ser vinculado, novamente, à Secretaria do Estado de Administração.
Atualmente o IASERJ está novamente vinculado à Secretaria de Estado de Saúde.

## Estrutura
O Decreto nº 11.277, de 06 de maio de 1988, publicado no D.O. de 07/05/1988, alterou a estrutura básica do IASERJ, adaptando-a a sistemática da Lei nº 1.272, de 24/12/87.
Por este Decreto, o IASERJ é uma autarquia dotada de personalidade jurídica de direito público, autonomia administrativa, técnica e financeira, com sede na Capital do Estado.
Sua finalidade é proporcionar aos seus beneficiários e respectivos dependentes.

## Unidades de Assistência médica e Serviços Suplementares de Saúde
A assistência médica e os serviços suplementares de saúde eram prestados nas unidades do Hospital Central, o Hospital Eduardo Rabello, o ambulatório do Maracanã e o ambulatório de Niterói.

## A Demolição do Hospital Central do Iaserj
Em 2008, O terreno onde localizava-se o Iaserj foi cedido pelo Governo do Estado do Rio de Janeiro ao Instituto Nacional do Câncer (Inca). Tal decisão levou funcionários  e pacientes contrários a medida a travarem uma batalha contra o então governador Sérgio Cabral. 
A Secretaria de Saúde afirmou que dois motivos levaram a decisão da cessão do terreno: o aumento da demanda por tratamento de câncer e a consequente necessidade de ampliar a capacidade de atendimento do Inca; e o fato de desde 1999 o servidor do Estado não mais contribuir para a manutenção da instituição, levando a uma redução drástica de produtividade na unidade central.
A Defensoria Pública da União chegou a ajuizar uma ação civil pública, solicitando o funcionamento pleno do Instituto de Assistência dos Servidores do Estado do Rio de Janeiro (Iaserj), até que o governo do Estado ofereça atendimento capaz de cumprir a demanda que o instituto oferecia à população. 
O Sindicato dos Trabalhadores Públicos Federais em Saúde e Previdência Social no Estado do Rio de Janeiro (Sindsprev-RJ) iniciou diversas manifestação contra a desocupação do prédio. O processo remoção dos pacientes internados, chegou a ser impedido pelos manifestantes e o Batalhão de Choque da Polícia Militar teve que ser acionada para a decisão ser cumprida. 